# كأس ليفر
كأس ليفر هي بطولة دولية للتنس على الملاعب الصلبة للرجال بين فريق أوروبا وفريق العالم وتتكون الأخيرة من لاعبين من جميع القارات الأخرى باستثناء أوروبا.تقام البطولة سنويًا منذ عام 2017، تهدف البطولة بأن تكون كأس رايدر لعالم التنس.